# Karl Adam Anton von Breuner
Karl Adam Anton von Breuner (auch Karl Adam Anton Graf Breuner von Stübing-Fladnitz; * 28. Oktober 1689; † 16. Jänner 1777 in Wien) war ein Adeliger, Oberster Justizpräsident und Landeshauptmann der Steiermark.

## Leben
Karl Adam Anton entstammte der steirischen Linie des österreichischen Adelsgeschlechts Breuner. Sein Vater Karl Wichard Graf Breuner von Stübing-Fladnitz  war Geheimer Rat, Landeshauptmann der Steiermark, innerösterreichischer Hofkammerpräsident und Oberster Erblandkämmerer in Görz, seine Mutter war Maria Cecilia Josepha Gräfin von Dietrichstein.
1723 wurde Karl Adam Kämmerer, 1732 innerösterreichischer Hofkammer-Vizepräsident und 1735 Landeshauptmann der Steiermark. Oberster Justizpräsident in Wien wurde er 1751, dann auch Geheimer Rat. 1759 wurde er Ritter des Orden vom Goldenen Vlies, er starb 1777 in Wien, begraben ist er aber in Mautern (Steiermark).
Karl Adam Anton war verheiratet mit Maria Josepha Gräfin von Starhemberg, der Witwe des Grafen Johann von Herberstein. Der Ehe entstammen vier Söhne und eine Tochter. Der älteste Sohn Karl Thomas Franz war ebenfalls steirischer Landeshauptmann, der zweite Franz Xaver Ludwig wurde Fürstbischof von Lavant und Chiemsee, der dritte Anton Ernst von Breuner war Propst in Freising und passauischer Generalvikar in Oberösterreich.